# Синио
Синио (итал. Sinio) је насеље у Италији у округу Кунео, региону Пијемонт.
Према процени из 2011. у насељу је живело 149 становника. Насеље се налази на надморској висини од 327 м.

## Становништво
Према резултатима пописа становништва 2011. у општини је живело 516 становника.
| 1931. | 1936. | 1951. | 1961. | 1971. | 1981. | 1991. | 2001. | 2011. |
| ----- | ----- | ----- | ----- | ----- | ----- | ----- | ----- | ----- |
| 1.018 | 1.000 | 777   | 594   | 505   | 422   | 483   | 461   | 516   |